# Barbara Erber
Barbara Katarzyna Erber (z domu Szopa) (ur. 9 października 1928 roku w Zagórowej, zm. 30 marca 2023 w Kielcach) – polska etnograf, historyczka sztuki ludowej, muzeolog, badaczka dziejów kultury materialnej. 
W roku 1954 rozpoczęła studia archeologiczne na wydziale Filozoficzno-Historycznym Uniwersytetu Jagiellońskiego (Sekcja Historii Kultury Materialnej). W roku 1955 przeniosła się na etnografię, gdzie w 1958 roku uzyskała absolutorium. Jeszcze przed obroną pracy magisterskiej podjęła pracę zawodową w Muzeum Regionalnym w Tarnowie (będącym wówczas Oddziałem Muzeum Narodowego w Krakowie). W 1961 roku obroniła pracę dyplomową pt: "Rozwój zagrody we wsi Zagórowa, powiat Olkusz" i w roku 1962 odbyła staż asystencki w Katedrze Etnografii Słowian Uniwersytetu Jagiellońskiego. Tu pod kierunkiem profesor Jadwigi Klimaszewskiej zaczęła opracowywać bibliografię etnograficzną dotycząca obszaru ówczesnego województwa kieleckiego. Tematyka wówczas podjęta zaważyć miała na jej dalszej karierze zawodowej. Ujawniona wówczas pasja i perfekcyjność warsztatu badawczego zwróciły na nią uwagę środowiska zawodowego. Wówczas to kustosz Muzeum Świętokrzyskiego - Aleksandra Zasuszanka Dobrowolska, zaproponowała jej przeniesienie się do Kielc i etat naukowy w Dziale Etnografii. Tu wkrótce zajęła się promowaniem i dokumentowaniem działalności najwybitniejszych twórców ludowych tego regionu, m.in.: Katarzyny Zaborowskiej, Marii Cedro-Biskupowej, Michała Basy, Wojciecha Grzegorczyka i jego żony Rozalii (poeci ludowi). W 1968 roku została kierownikiem Działu Etnografii Muzeum Świętokrzyskiego w Kielcach.
Lata 1968-73, to okres jej intensywnych, terenowych badań naukowych. Wówczas to we współpracy z prof. Romanem Reinfussem (1910-1998) przystąpiła do dokumentowania obiektów ginącego w szybkim tempie regionalnego budownictwa ludowego. Wyniki  tych rozległych, profesjonalnych badań stały się wkrótce rzetelną podstawą do opracowania koncepcji urządzenia Parku Etnograficznego w Tokarni.
W latach 1963-75 Barbara Erberowa była członkiem zespołu redakcyjnego "Rocznika Muzeum Świętokrzyskiego" (obecnie: "Rocznik Muzeum Narodowego w Kielcach"). Zakres jej zainteresowań naukowych jest bardzo szeroki i różnorodny, od ludowego rzemiosła do problematyki artystycznej. Stąd w jej bogatym dorobku znaleźć można na przykład rozprawy nie tylko na temat garncarstwa ludowego, wytwórców grzebieni tkackich czy giętych miar nasypnych ale i profesjonalne monografie z dziedziny historii sztuki, dotyczące najwybitniejszych artystów ludowych regiony świętokrzyskiego.
Barbara Erberowa była organizatorką i kuratorem wielu wystaw w dziejach muzealnictwa kieleckiego, poczynając od pamiętnej wystawy technik rękodzielniczych i ludowego rzemiosła (eksponowanej od 18 listopada 1973 do 6 marca 1974 roku w Muzeum Świętokrzyskim w Kielcach). Głośnymi wydarzeniami kulturalnymi stawały się też organizowane przez nią ekspozycje ludowej twórczości artystycznej, m.in. rzeźbiarzy: Józefa Piłata, Jana Bernasiewicza, Adama Zegadło, Leona Kudły, Izydora Lipca, Józefa Firmantego, malarzy: Stanisława Bąka, Tadeusza Żaka, Eugeniusza Brożka, czy Marianny Wiśnios, (tej ostatniej poświęciła dwie odrębne wystawy w  1976 i 1988 r.).
Barbara Erberowa przez wiele lat była przewodniczącą rady programowej Oddziału Świętokrzyskiego - Stowarzyszenia Twórców Ludowych. W 1976 roku ukończyła podyplomowe studium muzeologiczne na Uniwersytecie Jagiellońskim. 
W roku 1984 jej naukowa i społeczna działalność została zauważona i uhonorowana prestiżową nagrodą regionalną "Na najciekawsze wydarzenie muzealne 1983 roku" za jakie uznano jej scenariusz do wystawy "Wzory Sztuki Ludowej". W rok później przyznano jej nagrodę Funduszu Nauki i Kultury im. Stanisława Staszica za wybitne osiągnięcia na rzecz upowszechniania wiedzy o sztuce ludowej Kielecczyzny. W roku 1988 otrzymała Dyplom Honorowy Ministra Kultury i Sztuki.
Ważne miejsce obok działalności naukowej i popularyzatorskiej zajmuje też w jej dorobku problematyka kolekcjonerska, dzięki czemu gromadzoną od 1962 roku (wspólnie z mężem – Czesławem Erberem) kolekcję rzeźby ludowej specjaliści uważają za najcenniejszą w regionie. Znajdują się w niej unikatowe prace pochodzące z okresu rozkwitu twórczego, najstarszej i najbardziej interesującej generacji rzeźbiarzy regionu świętokrzyskiego m.in. Józefa Piłata z Dębskiej Woli, Józefa Franusiaka ze wsi Koniemłoty, Mariana Brudka z Bogorii, Józefa Kwietnia z Matyniowa, Izydora Lipca z Garbacza-Skały, Józefa Zganiacza z Fałkowa, Józefa Kaczmarka z Chyczy, Bronisława Dziopy z Kielc, Stanisława Seweryńskiego z Odrowąża, (garncarza tworzącego rzeźby w glinie), a także Adama Zegadły z Krzyzki (rzeźbiarza o europejskim już dziś rozgłosie).
Z jej niemałym udziałem Czesław Erber opracowywał (w formie druków bibliofilskich) katalogi do organizowanych przez nią wystaw etnograficznych. Przykładem jest m.in. katalog malarstwa Marianny Wiśnios (gdzie do publikacji użyto papier pakunkowy, podobny do tego na jakim artystka wykonywała swe malowidła). Oryginalną, interesująca i nowatorską jak na owe czasy koncepcję edytorską stosowali Erberowie przy druku także innych pozycji wydawanych przez  muzealną oficynę (m.in. do wystawy współczesnej rzeźby ludowej, otwartej w roku jubileuszu siedemdziesięciolecia istnienia kieleckiej placówki muzealnej -  wystaw: malarstwa  i rzeźby Tadeusza Żaka, wystawy pośmiertnej Józefa Piłata). 
W 2002 roku nadano Katarzynie Erberowej godność Honorowego Członka Stowarzyszenia Muzealników Polskich. Jest ona też członkiem kieleckiego oddziału Stowarzyszenia Historyków Sztuki oraz Towarzystwa Przyjaciół Muzeum Wsi Kieleckiej.

## Wybór publikacji Barbary K. Erberowej
- Barbara K. Erber "Tkactwo ludowe w regionie kielecko-świętokrzyskim." Katalog pokonkursowej wystawy garncarstwa, tkactwa świętokrzyskiego, zabawek ludowych oraz kowalstwa artystycznego.  Kielce 1967, s. 8-11;
- Barbara K. Erber [współautorka z Aleksandrą Dobrowolską] "Kultura ludowa Kielecczyzny. Przewodnik po wystawie." Muzeum Świętokrzyskie. Kielce 1971;
- Barbara K. Erber "Józef Piłat 1900-1971."  Katalog wystawy. Kielce 1972;
- Barbara K. Erber "Wystawa ludowego rzemiosła." Słowo Ludu. Magazyn. Kielce. R: 1974, nr 745, s.5;
- Barbara K. Erber "Wiejscy wytwórcy grzebieni tkackich w województwie kieleckim." Rocznik Muzeum Narodowego w Kielcach. T.X. Kraków 1977, s. 333-377;
- Barbara K. Erber "Współczesna rzeźba ludowa ze zbiorów Muzeum Narodowego w Kielcach."  Kielce 1978;
- BarbaraK.  Erber "Malarstwo i rzeźba Tadeusza Żaka." Kielce 1981;
- Barbara K. Erber "Z Badań nad technikami rękodzielniczymi. Wyrób giętych miar nasypnych w województwie kieleckim" Rocznik Muzeum Narodowego w Kielcach. T. XII. Kraków 1984, s.293-347;
- Barbara K. Erber "Malarstwo Marianny Wiśnios." Kielce 1988;

Informacje o działalności muzealnej i wystawienniczej Barbary Katarzyny Erber opublikowano w "Kronice Rocznika Muzeum Świętokrzyskiego" ("Rocznik Muzeum Narodowego w Kielcach") za lata 1963 -1998, T. 1-19.

## Wybór biogramów Barbary K. Erberowej
- Grażyna Gulińska. Katalog: 44 wystawa z kolekcji Barbary Katarzyny i Czesława Erberów  1962/63 – 1982/83. Prace Okręgu Kieleckiego Stowarzyszenia Bibliotekarzy Polskich.  Kielce 1983;
- Jolanta Kępa. Erberowie „Echo Dnia”. Kielce. R: 1992, nr 110, s. 5;
- Magdalena Kusztal. Erberowa „Gazeta Kielecka”. R: 1994., nr 45(998);
- Ewa Szląpek. Erberowie. Przechadzka po wystawie. Biblioteka Główna Akademii Świętokrzyskiej im. Jana Kochanowskiego w Kielcach. Kielce 2000, s.10;
- Zbigniew Judycki, Józef Siwek. Erber Barbara Katarzyna [w:] Kto jest kim w Kielcach. Informator biograficzny. T. I. Toruń 2002, s. 49;
- Sylwia Jackowska. Kolekcja ekslibrisów Barbary Katarzyny i Czesława Erberów. Praca magisterska. Instytut Sztuk Pięknych Akademii Świętokrzyskiej. Kielce 2006.